# Compagnie française du télégraphe de Paris à New-York
La Compagnie française du télégraphe de Paris à New-York, appelée aussi  service du télégraphe aux îles Saint-Pierre-et-Miquelon, est une société française créée en 1879 par Augustin Pouyer-Quertier pour assurer une liaison par câble directe entre Paris et New York, sans passer par Londres.

## Histoire

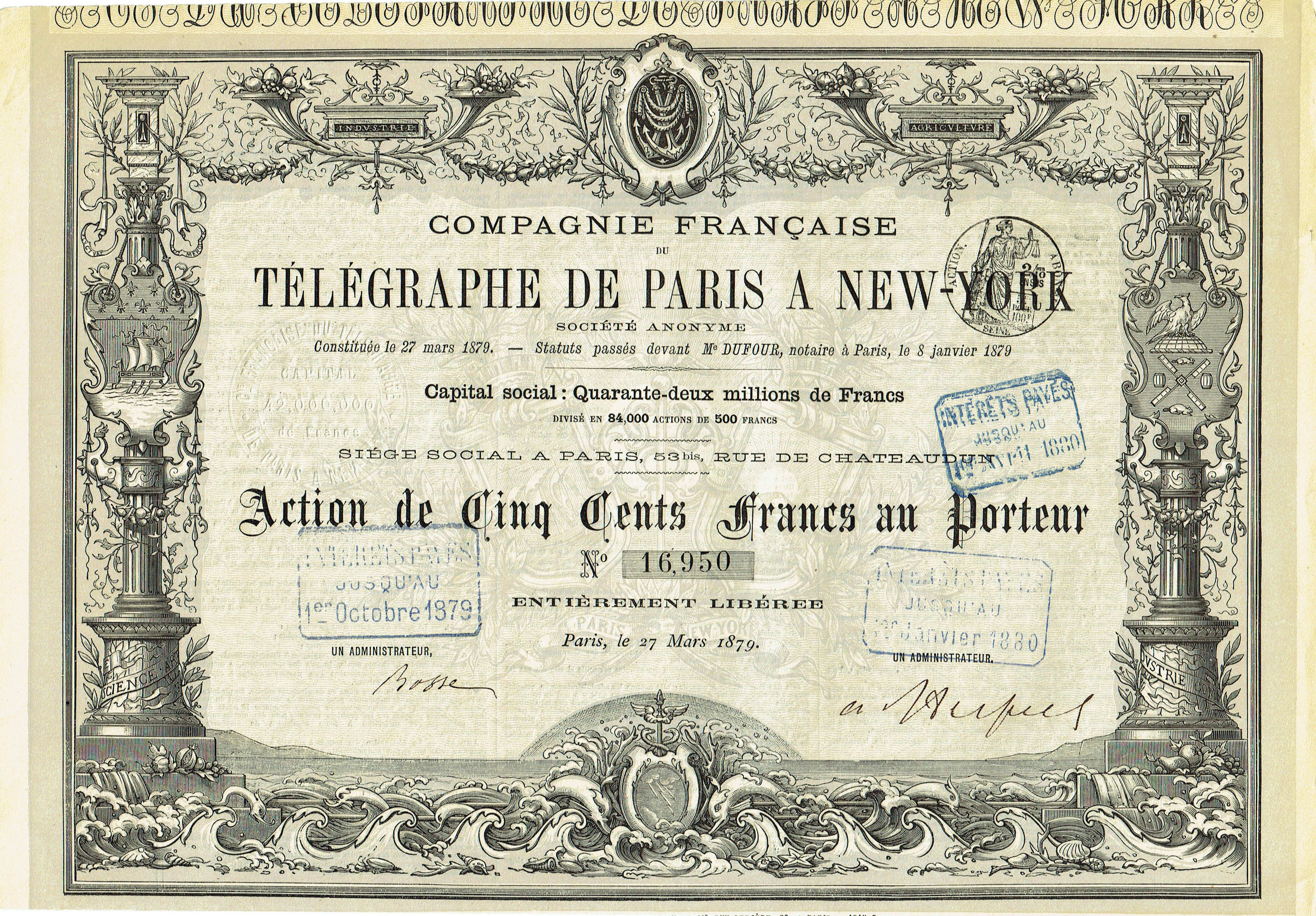
Action de la Compagnie Française du Télégraphe de Paris à New York en date du 27 mars 1879

Un premier câble télégraphique sous-marin reliant Brest (Plage du Minou en Plouzané) via Saint-Pierre et Miquelon et Cap Cod, près de Boston, aux États-Unis fut commandé par la Société du câble transatlantique français en 1869. Fabriqué par la firme Telegraph Construction and Maintenance Company, il est déposé au fond de l’océan par le navire SS Great Eastern. 
L’Anglo-American Telegraph Company, filiale de la Western Union américaine devient en 1873 l’opérateur de ce premier câble sous-marin reliant directement la France et l’Amérique, après avoir racheté l'Atlantic Telegraph Company et la Société du Câble Transatlantique Français. La création d’une seconde société en 1879, à l’initiative de l’État français, vise à mettre fin à son monopole.
Cette société est fondée et opérée par Augustin Pouyer-Quertier, un ancien ministre et industriel normand du coton, qui détient alors un millier d’actions d’une valeur de 500 francs chacune. Elle dépose un nouveau câble en 1879 au départ de la station de Brest-Déolen  en Locmaria-Plouzané (Finistère), avec une extension en 1880 de Déolen à Porthcurnow (Cornouailles), pour récupérer le trafic venant de Londres, ce qui irrite les concurrents présents sur le lien Londres-Amérique. Le câble de 1879 est utilisé jusqu'en 1929 celui de 1880 jusqu'en 1962.  
La société se heurte à un « cartel du câble » anglo-saxon et affronte une guerre des tarifs qui la met en faillite en seulement 18 mois. Pour sortir de cette compétition frontale, la société signa un accord de partage du marché avec l’Anglo-American Telegraph Company, filiale de la Western Union américaine. Elle doit accepter une limitation de son offre à 16 % du marché transatlantique et deviendra ensuite une associée de la Commercial Cable Company fondée en 1882 par John William Mackay et James Gordon Bennett. Les journaux de ce dernier avaient été les premiers, des deux côtés de l’Atlantique, à bénéficier d'un lien direct entre les deux capitales, court-circuitant le réseau Reuters qui passe par Londres. En 1886, le gouvernement français estime que l’accord qui a été trouvé ne respecte pas les bases fixées en 1879.
L’État français a ensuite recours à la Western African Telegraph Company, une société anglo-saxonne, pour la concession vers l’Afrique de l'Ouest, en 1883 comme en 1885.
En 1895, la Compagnie française du télégraphe de Paris à New-York accepte son absorption par la Société française des télégraphes sous-marins fondée en 1888, et qui assure alors les liaisons Antilles-Venezuela et Nouvelle-Calédonie-Australie, pour se fondre dans la Compagnie française des câbles télégraphiques (CFCT), qui cessa ses activités transatlantiques en 1945 au profit de la Compagnie des câbles sud-américains. La Compagnie française des câbles télégraphiques (CFCT) avait été créée le 12 décembre 1890 et devait assurer son développement par la pose d’un nouveau câble transatlantique.